# Khán đài

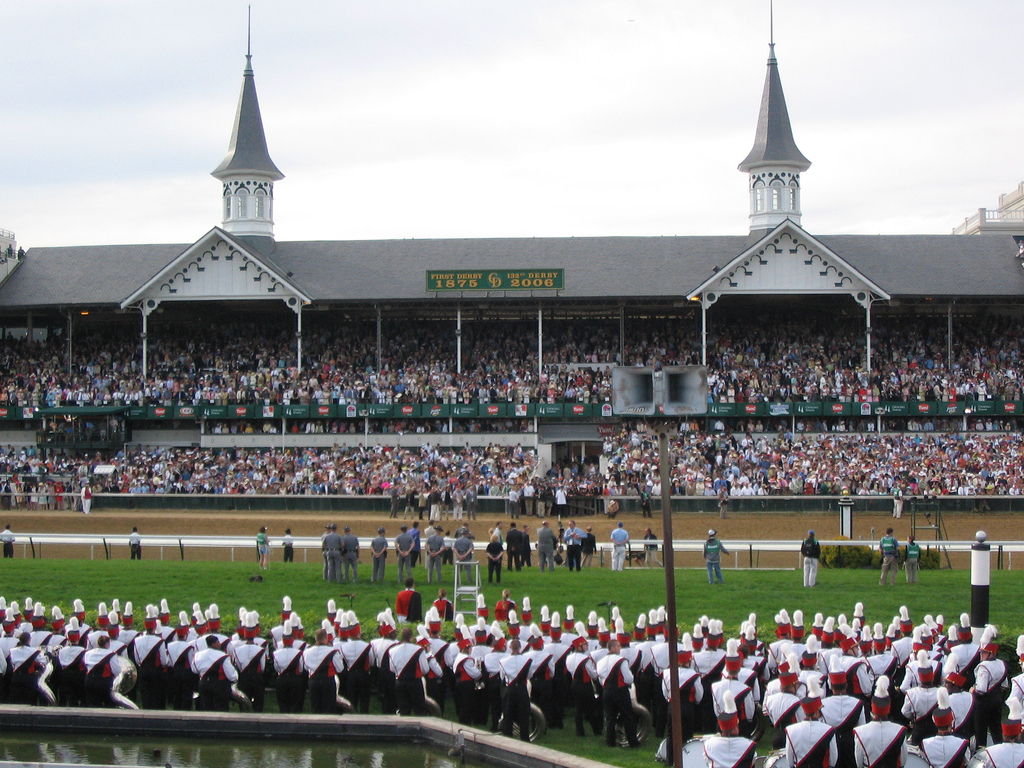
Khán đài thuộc tổ hợp đua ngựa Churchill Downs ở Hoa Kỳ

Khán đài là cấu trúc cố định thông thường nhằm sắp xếp chỗ ngồi cho khán giả. Kết cấu này cũng xuất hiện trong các trận đua ô tô và đua ngựa. Khán đài về bản chất giống như một bộ phận riêng lẻ của sân vận động, nhưng khác với sân vận động ở chỗ là nó không bao trọn hoặc bao phần lớn đường đi xung quanh.